# Nita elsaff
Genre
Espèce
Nita elsaff, unique représentant du genre Nita, est une espèce d'araignées aranéomorphes de la famille des Pholcidae.

## Distribution
Cette espèce se rencontre en Égypte, en Algérie, en Irak, en Iran et en Ouzbékistan.

## Description
Le mâle holotype mesure 1,7 mm.
Le mâle décrit par Baker, Ali et Fadhil en 2019 mesure 2,7 mm et les femelles de 2,8 à 3,0 mm.

## Systématique et taxinomie
Cette espèce a été décrite par Huber et El-Hennawy en 2007.
Ce genre a été décrit par Huber et El-Hennawy en 2007 dans les Pholcidae.

## Étymologie
Son nom d'espèce lui a été donné en référence au lieu de sa découverte, El Saff.
Ce genre est nommé en référence à Neith.

## Publication originale
- Huber & El-Hennawy, 2007 : « On Old World ninetine spiders (Araneae: Pholcidae), with a new genus and species and the first record for Madagascar. » Zootaxa, no 1635, p. 45-53.